# Mesoprionus angustatus
Mesoprionus angustatus es una especie de escarabajo longicornio del género Mesoprionus, categorizada en la tribu Prionini, de la subfamilia Prioninae. Fue descrita por Jakovlev en 1887.
El período de actividad en ejemplares adultos se presenta regularmente entre abril y julio. Existe un ejemplar de la especie en el museo de Historia Natural de Viena.

## Descripción
Mide 25-50 mm de longitud.

## Distribución
Se distribuye por Asia: Afganistán, Irán, Kazajistán, Uzbekistán, Rusia, Tayikistán, Turkestán y Turkmenistán.